# 최광지
최광지(崔光志, 1963년 6월 5일~ )는 대한민국의 은퇴한 축구 선수이다. 현역시절 포지션은 공격수였다.

## 선수 경력
1984년 AFC 아시안컵에 참가하였다.